# Paweł Michalski
Paweł Michalski (Łódź, 11 marzo 1973) è un alpinista polacco, conquistatore di cinque Ottomila.

## Biografia
È membro della squadra nazionale dell'"Associazione polacca di alpinismo" (alpinismo in alta montagna) e del "Club alpinistico di Łódź". Ha organizzato e preso parte a numerose spedizioni in Himalaya e Karakorum. Ha scalato montagne di tutti i continenti.

## Ascensioni eseguite
Ottomila conquistati (senza utilizzo di ossigeno aggiuntivo):
- 2019 – K2 (8611 m) – via normale[1]
- 2012 – Broad Peak (8051 m) – dal versante pakistano[2]
- 2008 – Gasherbrum II (8035 m) – via normale
- 2007 – Gasherbrum I (8068 m) – attraverso il Canale dei Giapponesi
- 2006 – Mount Everest (8848 m) – via normale[3]

Nel 2011 Paweł Michalski, insieme allo scalatore rumeno Alex Gavan, ha provato a scalare il Kangchenjunga (8.586 m). Durante l'attacco in vetta il compagno di Michalski si è ritirato (problemi di stomaco). L'attacco solitario si è concluso a quota 8.430 m circa (a causa dell'ora relativamente tarda e delle difficoltà tecniche).
Nel 2017 Paweł Michalski, insieme a Simone La Terra, ha tentato di conquistare il Makalu (8.481 m) e il Lhotse (8.516 m) in una stagione di arrampicata. Le anomalie meteorologiche nelle regioni dell'Everest, del Lhotse e del Makalu hanno causato temperature insolitamente basse. La squadra ha effettuato due tentativi infruttuosi (a causa delle basse temperature) sulla vetta del Makalu, raggiungendo un'altitudine di circa 8.000 m. Nessuna azione di montagna è stata intrapresa sul Lhotse. La spedizione durò 72 giorni.
Nella primavera del 2018, Paweł Michalski, Alex Gavan e Simone La Terra hanno tentato di conquistare il Dhaulagiri (8.167 m). Durante l'operazione in montagna, il 28 aprile 2018, la tenda in cui si trovava Simone La Terra è stata spazzata via dai venti di un uragano a un'altitudine di circa 7.000 m. Dopo l'operazione di salvataggio durata i successivi due giorni, il corpo dello scalatore è stato ritrovato a un'altitudine di circa 6.000 me trasportato in elicottero a Kathmandu.
Nel giugno 2022, Paweł Michalski e Marek Olczak hanno tentato di conquistare la vetta principale del Nanga Parbat in Pakistan. L'acclimatamento, nonostante le alte temperature e il rischio di caduta di sassi e blocchi di roccia, si è svolto senza intoppi.